# 李银河
李银河（1952年2月4日—），女，北京人，中国社会学家、社会活动家，性学家、LGBT權利活动家，女权主义者。

## 生平
1952年2月4日，李银河出生于北京，籍貫衡陽市衡山縣。1974年至1977年就读于山西大学。毕业后担任《光明日报》编辑，分配于史学组。同年与王小波相识。1978年，经友人介绍，前往国务院研究室。1979年，就职于中国社会科学院，进行科学研究。
1982年赴美国，1988年获美国匹兹堡大学社会学博士学位，发表《中国当代城市的婚姻和家庭》。同年进入北京大学社会学博士后流动站（中国第一个文科博士后流动站）并担任教学任务。1989年，由同性恋研究开始进入性学研究领域，师从费孝通。1992年，任中国社会科学院社会学研究所研究员、教授。1999年她被《亚洲周刊》评为中国50位最具影响力人物之一。
李银河最早于2000年中国《婚姻法》修改时在人大法工委征集意见会议上提出同性婚姻的立法提案。 从2003年起，她多次在每年的“两会”前向中国人民政治协商会议提交提案建议同性婚姻立法，但因為未能得到足夠多的附議人，她的多次提案均未得以進入大會審定議題。

## 家庭
李银河是已故中国当代作家王小波的生前的妻子。1997年，丈夫王小波去世。2014年12月18日，李银河通过其个人博客向公众确认了其新伴侣的消息，李银河新伴侣是跨性别男性。 领养了一个男孩壮壮。

## 部分著作
- 《五四运动简史》，1978年，山西人民出版社（合著）
- 《中国人的性爱与婚姻》，1991年，河南人民出版社
- 《他们的世界——中国男同性恋群落透视》，1992年，香港天地图书公司（合著）
- 《生育与中国村落文化》，1993年，香港牛津大学出版社
- 《生育与村落文化》，1994年，中国社会科学出版社
- 《中国婚姻家庭及其变迁》，1995年，黑龙江人民出版社
- 《中国女性的性与爱》，1996年，香港牛津大学出版社
- 《女性权力的崛起》，1997年，中国社会科学出版社
- 《中国女性的感情与性》，1998年，今日中国出版社
- 《同性恋亚文化》，1998年，今日中国出版社
- 《虐恋亚文化》，1998年，今日中国出版社
- 《性的问题》，1999年中国青年出版社
- 《性·婚姻——东方与西方》，1999年，陕西师范大学出版社
- 《农民流动与性别》，2000年，中原农民出版社（合著）
- 《享受人生》，2000年，百花洲文艺出版社
- 《一爷之孙——中国家庭关系的个案研究》，2001年，上海文化出版社（合著）
- 《福柯与性——解读福柯〈性史〉》，2001年，山东人民出版社
- 《爱你就像爱生命》，2004年，朝华出版社（与王小波合著）
- 《李银河：我的生命哲学》，2013年，中华工商联合出版社
- 《李银河：我的心灵阅读》，2014年，中华工商联合出版社
- 《李银河：我的社会观察》，2014年，中华工商联合出版社
- 《李银河自传：人间采蜜记》，2015年8月，江西人民出版社

### 文集
《李银河文集》，2009年10月，内蒙古大学出版社。其中收录：《社会学精要》、《性社会学》、《生育与村落文化》、《中国女性的感情与性》、《同性恋亚文化》、《虐恋亚文化》、《性的问题》、《福柯与性》、《一爷之孙》、《后村的女人们——农村性别权力关系》（未单独出版）。

### 译作
- 《现代社会学入门》，1987年，中国社会科学出版社（译著）
- 《社会研究方法》，1987年，四川人民出版社（译著）
- 《性社会学》，1994年，河南人民出版社（译著）
- 《酷儿理论——西方90年代性思潮》，2000年，时事出版社（译文集）

### 主编
- 《妇女：最漫长的革命，当代西方女权主义理论精选》，1997年，三联书店（主编）
- 《婚姻法修改论争》，1999年，光明日报出版社（主编）
- 《西方性学名著提要》，2002年，江西人民出版社（主编）

## 言论
李银河的支持（自发性）同性恋、虐恋、自愿不育等关于性学观念和反对基督教等公开主张，导致许多关于她的争议。在一次李银河面对基督徒对她同性恋主张的指责，称“我不在乎保守宗教人士的诅咒。只有将他们的保守反动的观点彻底铲除，中国才能进步。”李银河与孙海英在同性恋问题上亦有过辩论，她又作：“他（孙海英）的言论令人想起上个世纪的希特勒”，孙海英回应了她。李银河长期遭到中国社会保守主义人士的攻击，互联网上有大量对其进行人格侮辱，人身攻击的言论。但同时进步派也在长期支持她对中国性教育做出的巨大贡献。
2006年两会期间，李银河提出“采访15分钟内免费，一小时以上按每小时500元收费”，引发争议。
2009年以来，李银河在自己的博客或者专栏里写下了如下所列的一些歌颂薄熙来，歌颂政府的文章。2010年9月，李银河在博客上写下《薄熙来才是真正的共产党人》，说“尽管有一大批薄熙来这样的抱着最初共产党人理想主义的人在力挽狂澜，恐怕要真正走出历史循环，还要靠制度的改革。近来，胡锦涛和温家宝都在讲政治体制改革，这就是要从制度上解决问题的信号。在我看来，中国政治体制改革的最终目标就是开党禁，搞大选。这是全世界政治体制改良的大势所趋。尽管这种制度在中国历史上没有过成功的先例，但是台湾政治改革的成功已经提供了一个小小的范例，台湾与我们同文同种，它至少证明，中国人也能适应这种制度。这一改革也许会对共产党不利，但是并不违反理想主义的共产党人的初衷。”有网民指为重庆唱红打黑背书。
2009年1月，李银河在腾讯撰文称，“一旦取消计划生育，就像是撤消了禁赛令，家家户户又都上了赛道，看谁跑得快，生得多”。“我们如果按照中国的资源状况定一个人口4亿的目标，那么计划生育就不是危险的使中国衰落的政策，就不必叫停，也不必鼓励生育。”
2009年3月，李银河撰写博客文章称“贫穷就是罪恶”：「贫穷是罪恶。早就听到过这种说法，原来很不理解，因为共产党的意识形态一直是表扬贫穷的。其实，贫穷有什么可表扬的呢？在几千年弱肉强食的历史中，贫穷不一直就是罪恶吗？贫穷就是在残酷的生存竞争中败下阵来。失败有什么可表扬的呢？贫穷不是美的，是丑的；不是值得骄傲的，是值得羞愧的。或者是比较懒惰，或者是比较笨，或者是不够幸运。如果一个人活成了下层人，那就是活得最失败的人，被淘汰的人，有什么可表扬的呢？」
2013年12月，中共中央总书记习近平在北京庆丰包子铺吃包子之后，李银河在自己的博客撰写文章《从习近平吃包子说开去》，说此事证明“共产党完全可以成为一个现代社会的遵守宪法的执政党，而并不一定要成为传统中国专制独裁式的统治者”。有部分网民指其替政府歌功颂德。

## 外部連結
- 李银河的新浪微博
- 李银河的新浪博客
- 李银河的Facebook專頁
- 新聞人物：李銀河直面網絡苛評-搜狐新聞 （页面存档备份，存于）